# 55 Korpus Strzelecki (ZSRR)

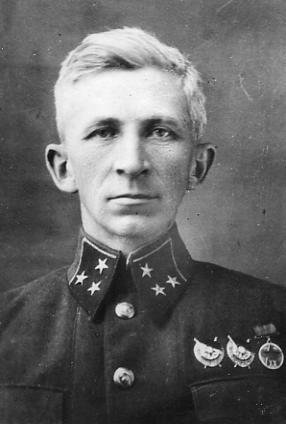
Jurij Nowosielski, jeden z dowódców 55 Korpusu Piechoty

55 Korpus Strzelecki (ros. 55-й стрелковый корпус) – wyższy związek taktyczny Armii Czerwonej.

## Formowania i walki
Pierwsze formowanie 55 Korpusu Piechoty miało miejsce w 1939, jednak już w 1940 roku na jego bazie utworzono 2 Korpus Zmechanizowany.
Drugie formowanie 55 Korpusu Piechoty (55 KS) przeprowadzono w 1941. Dowództwo powierzono gen. Konstantinowi Korotiejewowi. W tym samym roku od 22 czerwca 55 KS brał udział w obronie terytorium Związku Radzieckiego atakowanego przez wojska III Rzeszy i jej sojuszników. Rozwiązanie 55 KS nastąpiło 22 września 1941.
Ostatnie, trzecie formowanie 55 Korpusu Piechoty miało miejsce w 1943. Szlak bojowy 55 KS prowadził z Krymu, przez Mariampol, Kolbuszową, Staszów, Siewierz, Chorzów, Opole, Nysa i Strzegom, a zakończył w rejonie Jiczyna w Czechosłowacji.
W czasie walk na ziemiach polskich 55 Korpusem Piechoty dowodził gen. por. Jurij Nowosielski. Korpus wchodził w skład 21 Armia. W składzie tejże armii uczestniczył w walkach zakończonych zdobyciem Niemodlina, Grodkowa, liwkidacji wojsk niemieckich w rejonie Lgoty Bialskiej oraz ataku na Nysę i jej zdobyciu 24 marca 1945.

## Dowódcy korpusu
- gen. mjr Konstantin Korotiejew
- gen. por. Jurij Nowosielski (03.10.1944 - 11.05.1945)

## Struktura organizacyjna
Skład 22 czerwca 1941:
- 130 Dywizja Piechoty
- 169 Dywizja Piechoty
- 189 Dywizja Piechoty

Skład w styczniu 1945 roku:
- 225 Dywizja Piechoty
- 229 Dywizja Piechoty
- 285 Dywizja Piechoty